# Raymond Bour
Pour les articles homonymes, voir Bour.
Raymond Charles Paul Bour est un acteur français né le 10 janvier 1905 dans le 11e arrondissement de Paris et mort le 24 février 1971 à Tulle (Corrèze). Tout comme Martini, Suzette Desty, Gabriello, il dut arrêter un moment sa carrière de chansonnier, pour fait de collaboration[réf. souhaitée]. Il  tiendra une chronique dans le journal de couleur verte Le Hérisson.

## Filmographie
- 1934 : Voilà Montmartre de Roger Capellani
- 1950 : La Vie chantée de Noël-Noël
- 1956 : Voici le temps des assassins de Julien Duvivier - Un curieux
- 1956 : Le Couturier de ces dames de Jean Boyer - M. Bodunet
- 1956 : Paris Palace Hôtel de Henri Verneuil - Le flic à la pipe
- 1956 : La vie est belle de Roger Pierre et Jean-Marc Thibault
- 1958 : La Bonne Tisane de Hervé Bromberger
- 1959 : Le Gendarme de Champignol de Jean Bastia
- 1960 : La corde raide de Jean-Charles Dudrumet -  Un industriel étranger
- 1960 : Merci Natercia! de Pierre Kast
- 1960 : Le Trou de Jacques Becker - Le gardien
- 1962 : L'inspecteur Leclerc enquête, épisode : Un mort sans portefeuille de Yannick Andreï, série TV

## Théâtre
- 1959 : On ne badine pas avec l'amour d'Alfred de Musset, mise en scène René Clair, TNP Théâtre de Chaillot